# Bundung
Bundung – wieś (desa) w kecamatanie Bakarangan, w kabupatenie Tapin w prowincji Borneo Południowe w Indonezji.
Miejscowość ta leży ok. 3 km na północ od Rantau, skąd prowadzi w jej kierunku droga Jalan Bir Ali.